# Oreste Pizio
Oreste Pizio (Torino, 1879 – Nole, 1938) è stato un pittore e miniatore italiano.

## Opere
- Annunciazione, Chiesa parrocchiale San Vincenzo M., Nole (TO)
- Ritratto di Michelangelo Monti (1912), Museo Cassero, Montevarchi (AR)
- Valli di Lanzo, collez. privata, Nole (TO)